# Flaco Jiménez

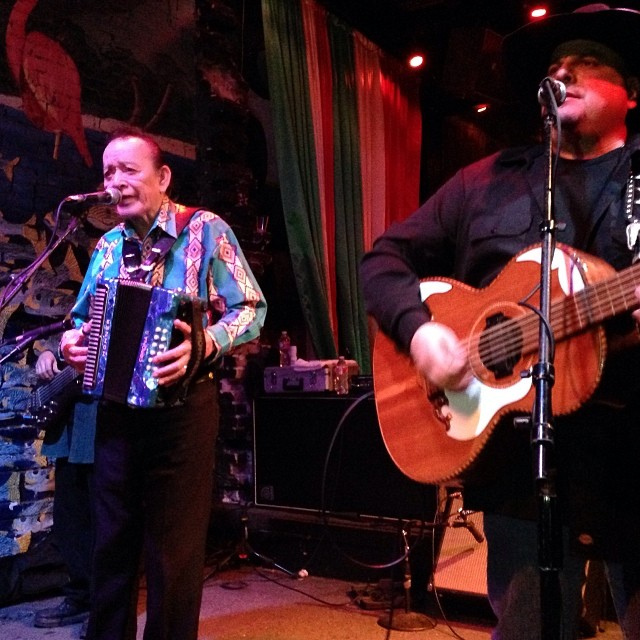
Flaco Jiménez und Max Baca, 2013

Leonardo „Flaco“ Jiménez (* 11. März 1939 in San Antonio, Texas; † 31. Juli 2025 ebenda) war ein US-amerikanischer Tex-Mex-Musiker und Akkordeonist mexikanischer Abstammung. Er war der wohl bekannteste Akkordeonist des Tex-Mex.
Sein Vater Don Santiago Jiménez Sr. (1913–1984) war – ebenfalls am Akkordeon – einer der Pioniere der Conjunto-Musik. Jiménez trat schon im Alter von sieben Jahren mit seinem Vater auf. Mit 15 machte er seine ersten Plattenaufnahmen.
Ab den 1970er Jahren wurde Jiménez einem größeren Rockpublikum bekannt, nachdem ihn Doug Sahm für sein Album Doug Sahm & Band (1973) engagierte und er auf Ry Cooders Meisterwerk Chicken Skin Music (1976) mitgewirkt und ihn auf dessen Chicken-Skin-Revue-Tournee begleitet hatte. Als gefragter Studio-Akkordeonist spielte er seither auf über 100 Platten, unter anderem von Peter Rowan, Santana, Dwight Yoakam, The Mavericks, den Rolling Stones. In den 1990er Jahren war Jiménez Mitglied in den Supergroups Texas Tornados und Los Super Seven.
Auf seinen späteren Alben mischte Jiménez immer wieder traditionelle Polkas, Rancheras und Boleros mit Country- und Rock-’n’-Roll-Einflüssen, um auch unter eigenem Namen ein größeres Publikum anzusprechen. Vor allem sein Album Partners (1992), aufgenommen mit Unterstützung unter anderem von Cooder, Yoakam, Los Lobos und Emmylou Harris wurde weltweit bekannt.
1986 wurde Jiménez für die Neubearbeitung des Songs Ay Te Dejo En San Antonio seines Vaters mit dem Grammy in der Kategorie Best Mexican-American Performance ausgezeichnet. Weitere Grammys folgten für die Alben Flaco Jiménez (1995) und Said And Done (1999) und als Mitglied der Tex-Mex-Supergroups Texas Tornados (1991) und Los Super Seven (1998).
Auch Jiménez' jüngerer Bruder Santiago Jiménez jr. (* 1944) ist ein bekannter Akkordeonist des Genres und hat zahlreiche Platten veröffentlicht. Im Gegensatz zu Flaco hält sich Santiago jr. allerdings an den traditionellen Stil des Vaters.

## Ausgewählte Alben
- Ay Te Dejo En San Antonio (Arhoolie 1986)
- Arriba El Norte (Rounder 1988)
- Flaco's Amigos (Arhoolie 1988)
- San Antonio Soul (Rounder 1991)
- Partners (Warner Bros 1992)
- Flaco Jimenez (Arista 1994)
- Buena Suerte Senorita (Arista 1996)
- Said and Done (Virgin 1998)
- One Night at Joey's (Sony International 1999)
- Sleepytown (Back Porch 2000)
- Squeeze Box King (Compadre 2003)
- Dos Amigos (zusammen mit Freddy Fender, Back Porch 2005)
- Ya Volvi De La Guerra (Fiesta Records, 2007)
- He'll Have To Go (CRS 2008)